# Bakerkommissionen
Bakerkommissionen, vars officiella namn var Iraq Study Group, kallades den kommission i USA som under 2006 arbetade med att försöka hitta en ny strategi för USA i Irakkriget där situationen senaste året blivit allt värre för såväl den irakiska civilbefolkningen som de amerikanska styrkorna, vilka vid årsskiftet 2006/2007 uppgick till cirka 140 000 man. Kommissionen har representanter både från republikanerna och demokraterna, och den leddes av den före detta utrikesministern James Baker (republikan) och den före detta kongressledamoten Lee H. Hamilton (demokrat).

## Medlemmar
Republikaner utöver James Baker:
- Sandra Day O'Connor
- Lawrence Eagleburger
- Edwin Meese
- Alan K. Simpson

Demokrater utöver Lee Hamilton:
- Vernon Jordan
- Leon Panetta
- William Perry
- Chuck Robb

Två republikaner avgick från kommissionen innan rapporten lämnades in:
- Robert Gates
- Rudy Giuliani

## Kommissionens slutsatser
Slutrapporten blev officiell 6 december 2006 men huvudinnehållet hade läckt ut i amerikansk media tidigare. Rapporten består av två delar. Den första delen ger en beskrivning av läget i Irak, och den andra delen innehåller 79 rekommendationer för Irakpolitiken. I den första meningen i rapportens sammanfattning slår kommissionen fast att "Läget i Irak är allvarligt och blir allt värre."
Några av de viktigaste rekommendationerna:
- USA bör inleda en ny diplomatisk offensiv, och bilda en stödgrupp för Irak. I denna stödgrupp ska samtliga Iraks grannländer ingå, inklusive Iran och Syrien.
- USA bör öka sitt engagemang i konflikten mellan Israel och palestinierna, för en fred som bygger på en tvåstatslösning.
- USA bör minska sitt stöd till den irakiska regeringen om den inte gör betydande framsteg mot att nå de mål som gäller nationell försoning, säkerhet och ekonomisk politik.
- En folkomröstning om Kirkuks status bör skjutas på framtiden. Frågan om Kirkuk bör diskuteras i den internationella stödgruppen.
- USA bör finna sätt att samtala med alla grupper i Irak, med undantag för al-Qaida.
- USA bör ha fler av sina soldater "inbäddade" i den irakiska armén.
- USA bör successivt dra tillbaka sina styrkor men någon rekommenderad tidtabell anges inte.
- Det amerikanska biståndet till Irak bör öka till fem miljarder dollar per år.
- Det amerikanska försvarsdepartementet och underrättelsetjänsten bör ändra sina rutiner för att kunna ge en mer rättvisande bild av händelserna i Irak.

Man konstaterar även att situationen i Afghanistan håller på att urarta totalt och det kan bli nödvändigt att flytta trupper från Irak till Afghanistan.

## Reaktioner på rapporten
Mottagandet bland de berörda parterna var blandad. George W Bush medgav visserligen för första gången att USA inte är på väg att vinna kriget, att situationen i Irak är mycket allvarlig och att han skulle granska kommissionens slutsatser "mycket noga". Han höll visserligen inte med på alla punkter men har utlovat att en ny strategi för seger i Irak kommer presenteras i januari 2007.
Iraks president Jalal Talabani var emellertid mycket kritisk och ansåg att kommissionens rekommendationer var ett hot mot Iraks suveränitet.
Israels premiärminister Ehud Olmert var kritisk till att rapporten kopplar situationen i Irak till konflikten mellan Israel och palestinierna.